# 星点宽尾鳞鲀
星点宽尾鳞鲀（學名：Abalistes stellaris）為輻鰭魚綱魨形目鱗魨亞目鱗魨科的其中一種，分布於印度西太平洋區，從紅海、東非至東南亞，北起日本，南迄澳洲；東大西洋南非及聖赫勒拿島海域，棲息深度7-350公尺，本魚體橢圓，尾鰭上下葉延長，鱗片在胸鰭基部逐漸增大，且在鰓縫正後方形成一個柔韌有彈性的鼓膜，在後部身體有的鱗片突出形成縱向的脊，體灰褐色，腹部較背部淺；背部具許多藍點，腹部具淺藍紋，幼魚背部具三白斑，背鰭硬棘3枚，背鰭軟條25-27枚，臀鰭軟條24-26枚，體長可達60公分，棲息在沿岸沙泥底質、藻類、海綿生長的水域，以底棲無脊椎動物為食，生活習性不明，可作為食用魚及觀賞魚。